# Nivokaz
Nivokaz en albanais et Nivokaz en serbe latin (en serbe cyrillique : Нивоказ) est une localité du Kosovo située dans la commune/municipalité de Gjakovë/Đakovica, district de Gjakovë/Đakovica (Kosovo) ou de Pejë/Peć (Serbie). Selon le recensement kosovar de 2011, elle compte 654 habitants, tous albanais.

## Histoire
Le village abrite trois tours-résidences datant du XIXe siècle et proposées pour une inscription sur la liste des monuments culturels du Kosovo : celle de Hasan Ahmet, celle de Hysen Rama Ymer et celle de Sadik Nivokaz.

## Démographie

### Évolution historique de la population dans la localité
| 1948 | 1953 | 1961 | 1971 | 1981 | 1991 | 2011 |
| ---- | ---- | ---- | ---- | ---- | ---- | ---- |
| 387  | 386  | 480  | 594  | 775  | 861  | 654  |

|  |